# Friedrich-Ebert-Siedlung (Wedding)

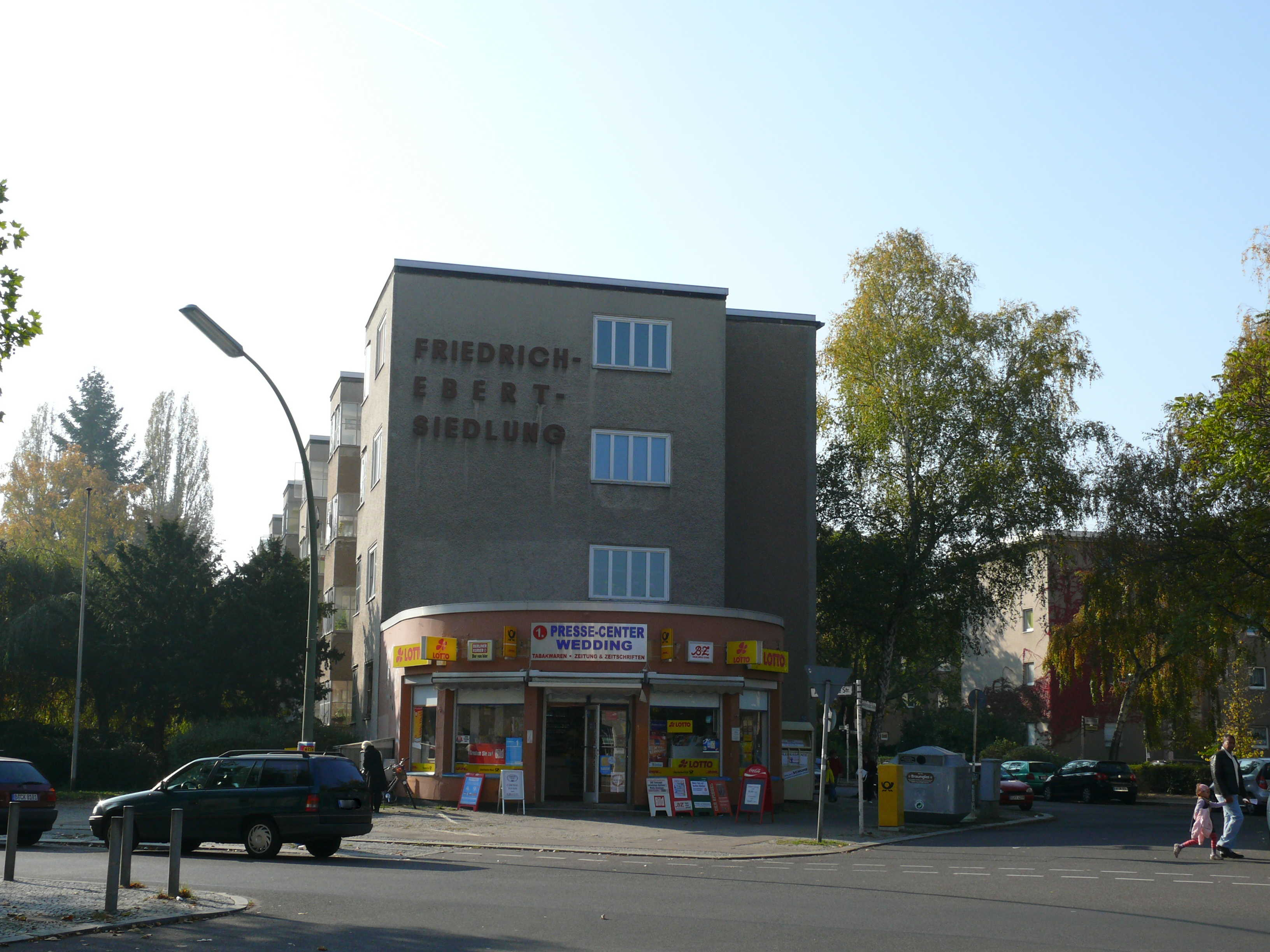
Ecke Afrikanische Straße/Swakopmunder Straße

Die Friedrich-Ebert-Siedlung ist eine Wohnsiedlung im Berliner Ortsteil Wedding (Bezirk Mitte). Sie wird begrenzt durch die Swakopmunder Straße, Windhuker Straße, Petersallee, den Manga-Bell-Platz sowie die Müllerstraße, durchzogen von Afrikanischer, Togo-, Mohasi-, Damara- und Usambarastraße und liegt somit im sogenannten „Afrikanischen Viertel“.
Ein Gebäudeblock an der Ecke Afrikanische/Müllerstraße gehört nicht zur Siedlung. An der Ecke Swakopmunder/Afrikanische Straße befindet sich ein Gedenkstein zu Ehren von Friedrich Ebert. Die Siedlung steht als Gesamtensemble unter Denkmalschutz und grenzt an den Volkspark Rehberge. Zur Siedlung gehören rund 1400 Wohnungen mit typisierten Grundrissen. Es überwiegen Zweizimmerwohnungen mit Kammer, Küche, Bad und Loggia.

## Baugeschichte

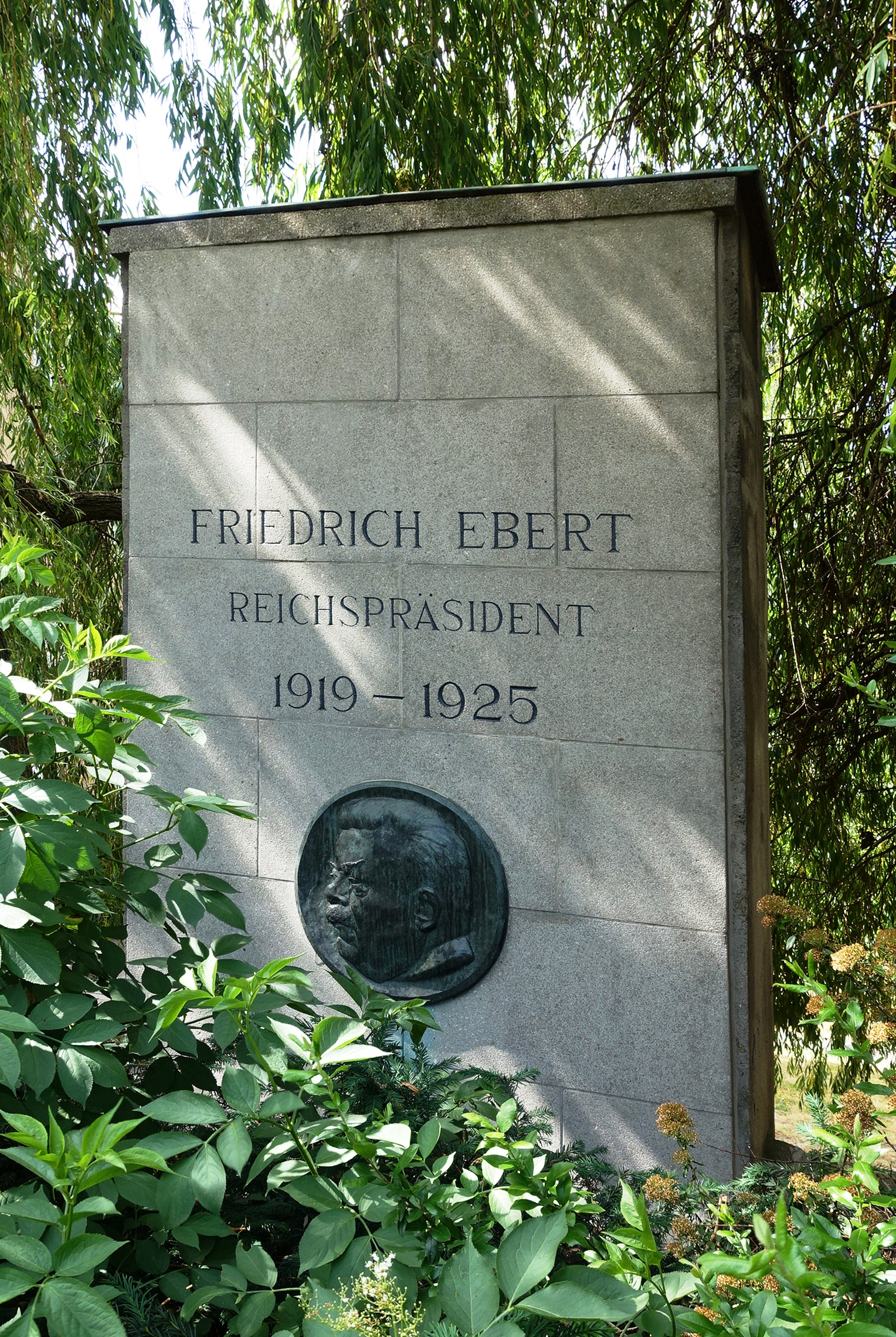
Gedenkstein für Friedrich Ebert

### Vorgeschichte
Vor Bau der Siedlung bestand das Gelände westlich der nördlichen Müllerstraße vor allem aus einer sandigen kahlen Dünenlandschaft, den Rehbergen und den Wurzelbergen, die in ihren Grundzügen noch im Volkspark Rehberge zu erkennen sind. Zum Gelände gehörende Gebäude waren spärlich. Der erste nachweisbare Bau war ein Bauernhaus von 1825. Im Jahr 1855 stellte der damalige Landeigentümer Moritz Karo, Kaufmann und später österreichischer Konsul in Baden-Baden einen Bauantrag für den Bau eines Stall- und Wohngebäudes, einer Scheune, eines Waschhauses und vier massiver Düngergruben, die über einen Privatweg von der Müllerstraße erschlossen werden sollten. Die Straßenziehung in den an die Müllerstraße angrenzenden Straßen stammte vom Hobrecht-Plan von 1862, der den Verlauf der Müllerstraße und der Togostraße (damals: Straße 26) festlegte. Eine weitere Unterteilung sah der Bauplan von 1893 vor, der die Straßen und Baufluchtlinien der Afrikanischen Straße, Swakopmunder Straße und Windhuker Straße sowie den damaligen Nachtigalplatz festlegte. Für den öffentlichen Verkehr wurde die Gegend 1909 durch den Bau der Straßenbahnlinien in der Müller- und Seestraße erschlossen.
Besonders hatten sich hier mehrere wilde Laubenkolonien angesiedelt, in denen Bewohner Hütten gebaut und kleine Gärten eingerichtet hatten. Die meist am Rande des Existenzminimums lebenden Bewohner hatten sich so ein Dach über dem Kopf geschaffen. Die meisten dieser Siedlungen waren klein und unorganisiert, insbesondere die Kolonie ‚Zur fröhlichen Rehberge‘ war aber durchaus größer und intern gut organisiert. Diese Kolonien wurden für den Bau der Siedlung abgerissen. Den Bewohnern wurden Plätze in der neuen Kleingartenkolonie ‚Togo‘ angeboten. Diese allerdings waren streng reglementiert und mit behördlichen Vorgaben von der Gestaltung der Laube bis hin zur Höhe des Zauns versehen. Zudem lagen die erstmalige Einmalzahlung und monatliche Pacht in Höhen, die den meisten Bewohnern der Laubenkolonien den Umzug in die Kleingartenanlage unmöglich machten.

### Erste Planungen
Ursprüngliche Planungen das Gebiet im Afrikanischen Viertel zu bebauen wurden durch eine Grundstücksentwicklungsgesellschaft, die Terraingesellschaft Müllerstraße hervorgebracht, die die entsprechenden Landstücke 1905 erwarb. Ein erster Plan, das Land in kleinen Parzellen aufzuteilen und an einzelne Bauherren zu verkaufen, scheiterte, da diese kaum nachgefragt wurden. Bis 1912 waren nur drei Parzellen bebaut worden. Der Versuch selber zu bauen scheiterte an der Geldknappheit der Terraingesellschaft. Weitere Versuche, das Gelände zu bebauen unternahm die Terrain-Gesellschaft 1925 und 1927. Diese konnte die Pläne allerdings nicht umsetzen, da sie vor dem geplanten Bau insolvent wurde. Die Zwangsversteigerung des Landes fand am 20. März 1928 vor dem Amtsgericht Wedding statt. Neuer Eigentümer wurde die Preußische Staatsbank. Am 31. Juli ging das Land zwischen Müllerstraße und dem geplanten Volkspark Rehberge in den Besitz des Spar- und Bauvereins Eintracht (später: Eintracht Wohnungsbau-Aktiengesellschaft) über, der dieses für 1,2 Millionen Reichsmark (kaufkraftbereinigt in heutiger Währung: rund 5,20 Millionen Euro) von der Preußischen Staatsbank kaufte.

### Bau der Siedlung
Die Siedlung entstand in den Jahren 1929–1939 unter Gesamtplanung der Architekten Paul Mebes und Paul Emmerich, die in Berlin bereits mehrere Großsiedlungen geplant hatten. Diese sollten eine Wohnsiedlung mit hoher Verdichtung und ein Schulgebäude darin entwerfen. Plätze für den Erhalt der vorhandenen Laubenkolonien oder andere Gartenanlagen waren nicht vorgesehen. Mebes und Emmerich verfolgten das Konzept der aufgelockerten Stadt, das Licht, Sonne und Luft in die Häuser bringen sollte. Sie setzten dabei auf Zeilenbauweise, bei der die Wohnhäuser nicht wie in der Blockrandbebauung direkt zur Straße schließen, sondern in Zeilen rechtwinklig zu dieser ins Grüne eingebettet sind. Neben dem Gewinn von Licht und Luft für einzelne Wohnungen sollte dies auch die Demokratisierung des Bauens unterstützten, da es hier keinen Unterschied zwischen Vorder- und Hinterhaus, zwischen Straßenseite und Rückfront mehr gibt.
Die ersten Baubaracken errichtete die Holzmann AG, die die Arbeiten ausführte, im November 1928. Der offizielle Baubeginn erfolgte am 4. Januar 1929 mit den ersten Ausschachtungsarbeiten. Die ersten Fundamente wurden im April 1929 gegossen. Die offizielle Grundsteinlegung erfolgte im Rahmen einer Feier am 5. Juli 1929, unter anderem in Anwesenheit von Louise Ebert, der Witwe Friedrich Eberts.
Mebes und Emmerich errichteten 1929/1930 die Abschnitte I und II zwischen Togo- und Müllerstraße im nördlichen und östlichen Teil des Areals. Bruno Taut setzte dann 1930/1931 das Mebes/Emmerich-Konzept im Abschnitt III im Bereich zwischen Togostraße und Volkspark Rehberge um.
Offizieller Schlussstein des Siedlungsbaus war die Errichtung des Gedenksteins für Friedrich Ebert am 25. September 1932. Der Gedenkstein aus dem Jahr 1931 stammt von Fritz Encke. Den schlichten Stein schmückte eine bronzene Plakette mit einer Abbildung von Eberts Kopf und dem Schriftzug „Friedrich Ebert.“ Weitere vorhandene Baupläne wurden aufgrund der Weltwirtschaftskrise und der damit einhergehenden Geldknappheit auch des Bau- und Sparvereins vorerst aufgeschoben.
Ein dritter Abschnitt der Siedlung entstand einige Jahre später 1937–1939 durch die Gemeinnützige Siedlungs- und Wohnungsbau GmbH vor allem links und rechts der Petersallee. Getreu den Vorgaben des nationalsozialistischen Bauens griffen die Architekten hier auf traditionellere Bauformen zurück. So sind die Häuser mit Satteldächern statt Flachdächern versehen, auch kehrten sie von der Zeilenbauweise wieder zu einer Blockrandbebauung zurück. Um Geld zu sparen wurde das ursprünglich geplante Schulgebäude nicht errichtet. Auch blieb die Laubenkolonie ‚Zur fröhlichen Rehberge‘ bestehen, wurde allerdings als Dauergartenkolonie ‚Togo‘ der staatlichen Aufsicht unterstellt und ebenfalls an strenge Vorgaben gebunden was Gestaltung und Bewirtschaftung der Gärten anging.

### Seit 1939
Ein Eintracht-Wohnungsbaugesellschaft wurde im Jahr 1996 mit der Muttergesellschaft GAGFAH verschmolzen wurde. Danach gehörte die Siedlung direkt zur GAGFAH, bevor sie im April 2010 von der Zentral Boden Immobilien AG (ZBI) übernommen wurde.
Die insgesamt rund 1400 Wohnungen wurden größtenteils in Gebäuden quer zur Straßenrichtung (parallele Zeilenbauweise) errichtet, wodurch sich die Anlage von Grünflächen mit Busch- und Baumbepflanzungen zwischen den Gebäuden ergab. Hauptunterscheidungsmerkmal der Teilbereiche sind die zu den Wohnungen gehörenden Loggien (Mebes & Emmerich), Balkone (Taut) bzw. deren Fehlen (Harting/Werner). Abgesehen von den Grünanlagen direkt in der Siedlung haben die Bewohner durch den Park zahlreiche Erholungsmöglichkeiten in direkter Nachbarschaft.
Im Zweiten Weltkrieg wurden mehrere Häuserzeilen schwer beschädigt, aber in den 1950er Jahren wieder instand gesetzt. Während der Zeit des Nationalsozialismus wurde die Siedlung in Eintracht umbenannt, erhielt aber 1949 ihren ursprünglichen Namen zurück.
Während bis in die 1980er Jahre die Bewohnerschaft durch lang eingesessene Mieter geprägt wurde, erfreut sich die Siedlung seit den 1990er Jahren des Interesses junger Familien, hat damit verbunden allerdings auch eine erhöhte Umzugstätigkeit zu verkraften.

## Baustil
Die Friedrich-Ebert-Siedlung entstand im Stil der Neuen Sachlichkeit. Fassaden ohne Ornamente, Flachdächer und kubische Bauformen prägen das Gelände. Die Häuser sind größtenteils in Zeilenbauweise errichtet. Die Planer setzten auf die Wiederholung stets gleicher Elemente – zum einen um Baukosten zu sparen und die Miete preiswert zu halten – zum anderen aber auch zur Betonung des Prinzips von Gleichheit und Kollektivismus.